# ГЕС Тілларі
ГЕС Тілларі — гідроелектростанція в центральній частині Індії, на крайньому півдні штату Махараштра. Знаходячись перед малою ГЕС Конал (10 МВт), становить верхній ступінь каскаду на річці Тілларі, правій притоці річки Чапора (дренує західний схил Західних Гатів та впадає в Аравійське море у штаті Гоа біля форту Чапора, який використовувався португальцями у війнах із місцевими володарями).
У межах проєкту Тілларі перекрили бетонною гравітаційною греблею Тілларі-Головна висотою 38 метрів та довжиною 485 метрів, яка потребувала 250 тис. м3 матеріалу. Вона забезпечує накопичення ресурсу у сховищі з об'ємом 113 млн м3, від якого по висотах правобережжя прокладений дериваційний канал довжиною 15 км з пропускною здатністю 7,9 м3/сек. Він завершується у балансуючому резервуарі, створеному у верхів'ях Kharari Nalla (права притока Тілларі) за допомогою мурованої греблі Tillari Forebay висотою 23 метри та довжиною 350 метрів, яка потребувала 52 тис. м3 матеріалу. Резервуар має об'єм 2,1 млн м3 та корисний об'єм 1,5 млн м3, що забезпечує роботу ГЕС протягом 42 годин.
Від сховища Tillari Forebay ресурс через підвідний тунель та напірну шахту подається до розташованого за 2,5 км машинного залу, спорудженого у підземному виконанні. Основне обладнання станції становить одна турбіна типу Пелтон потужністю 60 МВт, яка працює при напорі у 629 метрів та забезпечує виробництво 132 млн кВт·год електроенергії на рік.
Можливо також відзначити, що існують плани створення додаткових водосховищ на притоках Тілларі — правих Bandra Nalla і Pale Parmar Nalla (звідси вода може постачатися прямо в головний дериваційний канал) та лівій Bhandora Nalla (ресурс перекидатиметься до сховища греблі Тілларі-Головна за допомогою тунелю). При загальній місткості у 54 млн м3 ці сховища можуть збільшити обсяг виробництва електроенергії на 91 млн кВт·год на рік.